# پلیزنت هیل (آلاباما)
پلیزنت هیل (به انگلیسی: Pleasant Hill) یک منطقهٔ مسکونی در ایالات متحده آمریکا است که در شهرستان دالاس، آلاباما واقع شده‌است. پلیزنت هیل ۱۲۳٫۱۴ متر بالاتر از سطح دریا واقع شده‌است.